# Proteína vírica no estructural
En la virología, una proteína no estructural viral es una proteína codificada por un virus, pero no es parte de la partícula viral.